# Clase 406
Clase 406 é uma telenovela juvenil mexicana produzida por Pedro Damián para Televisa e exibida pelo Las Estrellas entre 1 de julho de 2002 a 31 de outubro de 2003, em 349 capítulos. substituindo El juego de la vida e sendo substituída por Clap... el lugar de tus sueños.
É baseada na série colombiana Francisco el matemático, produzida em 1999.
A trama é protagonizada por Jorge Poza, Alejandra Barros, Francisco Gattorno, Michelle Vieth, Sherlyn, Dulce María, Aarón Diaz, Christian Chávez, Irán Castillo, Francisco Rubio, Alfonso Herrera, Grettell Valdez, Sara Maldonado e Anahí; e antagonizada por Julio Camejo, Tony Dalton, Francesca Guillén e Pablo Magallanes.

## Temporadas
| Temporada | Temporada | Episódios | Episódios | Horário                         | Estreia              | Final                 |
| --------- | --------- | --------- | --------- | ------------------------------- | -------------------- | --------------------- |
|           | 1         | 349       | 35        | Segunda a Sexta 19:00 - 20:00h. | 1 de julho de 2002   | 15 de agosto de 2002  |
|           | 2         | 349       | 99        | Segunda a Sexta 19:00 - 20:00h. | 16 de agosto de 2002 | 2 de janeiro de 2003  |
|           | 3         | 349       | 165       | Segunda a Sexta 19:00 - 20:00h. | 3 de janeiro de 2003 | 21 de agosto de 2003  |
|           | 4         | 349       | 50        | Segunda a Sexta 19:00 - 20:00h. | 22 de agosto de 2003 | 31 de outubro de 2003 |

## Sinopse
Francisco Romero é um professor de uma pequena cidade que decide tentar a sorte na Cidade do México. Ele se junta ao corpo docente da escola preparatória número 10 "Rosario Castellanos" e logo percebe que seu trabalho é mais exigente do que ele esperava; além de ter que se provar como professor, ele deve se provar como ser humano. Ele descobrirá que, para fazer a diferença com seus alunos, também deve assumir os papéis de conselheiro, psicólogo, médico e até detetive. Esta história trata de abandono escolar, gravidez na adolescência, gangues de rua, homens que abusam de suas enteadas, adolescentes forçados a trabalhar para sustentar suas famílias e pais alcoólatras que levam seus filhos pelo mesmo caminho - problemas muito reais vivenciados por pessoas de alto nível. estudantes de escolas de todo o mundo.
Esta também é uma história de amor. Tanto alunos quanto professores são vítimas das flechas aleatórias de Cupido, começando com Francisco e a conselheira da escola Adriana, que devem suspender seus hormônios por tempo suficiente para se tornarem modelos respeitados aos olhos de seus alunos - e Adriana também deve escolher entre Francisco e seu amor por o filho dela. Felizmente, Francisco tem uma segunda chance no amor com Ana Maria, a nova professora de inglês, que se torna seu braço direito ao lidar com seus alunos e seus problemas dentro e fora da escola. Em última análise, ele encontra o verdadeiro amor com Angela, a mulher responsável no refeitório da escola, uma mãe trabalhadora cujos filhos adolescentes Juan David e Sandra frequentam a mesma escola e que conseguiu equilibrar ser dona de casa, trabalhadora, mãe e amante. A própria escola ocupa um lugar central nessa história e se torna o fórum onde os principais conflitos da trama são expostos e resolvidos, e onde Francisco Romero, em seu papel de professor, não apenas mostra aos seus alunos como o aprendizado pode ser divertido, mas os torna compreender a importância do respeito à autoridade, da amizade, do companheirismo, do amor e dos valores que nortearão sua conduta ao fecharem o ciclo da adolescência e se tornarem adultos. Um dos temas recorrentes nesta novela é a amizade, que é melhor exemplificada pela história de Gabriela e Marcela, duas estudantes do ensino médio que lutam para seguir em frente e manter viva a amizade, apesar das experiências dolorosas pelas quais passam e das muitas obstáculos que ameaçam separá-los. A amizade deles é posta à prova quando um deles percebe que todos vão te dar conselhos, mas ninguém vai ficar com você para enfrentar as consequências. Abuso de álcool entre adolescentes, responsabilidade sexual, violência doméstica e prostituição também são abordados nesta produção, como o caso de Magdalena, uma jovem de beleza marcante, de natureza rebelde e que enfrenta abuso doméstico, enquanto outro estudante, Hugo, se envolve com gangues que levaram à sua morte. Carlos é enganado no tráfico de drogas, enquanto Tatiana se sente deslocada como uma criança rica cuja família se tornou pobre e ela deve se adaptar à situação para poder enfrentar a gangue 406;em última análise, ela entra nas drogas. Kike se torna alcoólatra, Alfredo lida com ser gay, e os sonhos de Daniela de se tornar modelo quase a levam à morte. A luta mais difícil é quando Francisco, seu professor que sobreviveu a tudo com eles, deve sair com sua nova esposa. Um novo professor, Santiago, toma seu lugar. Os alunos vão aceitá-lo? Ele pode preencher o vazio que foi deixado por seu antecessor? Seu passado conturbado, incluindo uma jovem que o assediava sexualmente em sua antiga escola e quando ele a rejeita, ela o acusa de estupro. A garota com a mente perturbada é conhecida como Jessica. Sua história é um dos clássicos, uma menina pobre e rica que age porque sua mãe está morta e seu pai não presta atenção nela. Clase 406 mostra as dificuldades de ser um adolescente com problemas modernos que foram ignorados porque eram tabu. Na Clase 406, nada é tabu e tudo pode acontecer.

## Elenco

### Principal
- Jorge Poza como Professor Francisco Romero "El Matemático"
- Francisco Gattorno como Santiago Cadavid / Luis Felipe Villasana
- Alejandra Barros como Adriana Pineda Suárez / Ángela Pineda Suárez
- Michelle Vieth como Nadia Castillo Bojorquez "La Profe de Gimnasia"
- Irán Castillo como Magdalena "Magdis" Rivera "La Rebelde"
- Anahí como Jessica Riquelme Drech "La Loca"
- Sherlyn como Gabriela "Gaby" Chávez Rey "La Virgen"
- Dulce María como Marcela "Marce" Mejía "La Otra Virgen"
- Sara Maldonado como Tatiana del Moral "La Riquilla Pobre"
- Christian Chávez como Fernando "Fercho" Lucena "El Chino"
- Francisco Rubio como Carlos Muñoz "El Caballo"
- Aarón Díaz como Enrique "Kike" González "El Guapo"
- Grettell Valdéz como Daniela "Danny" Jiménez Robles "El Cuerpo de la clase"
- Alfonso Herrera como Juan David "Juancho" Rodríguez Pineda "El Ligador"
- Frantz Cossio como Alfredo "Fredy" Ordoñez "El Consentido"
- Pablo Magallanes como Hugo Salcedo "El Chavo Banda"
- Karla Cossío como Sandra Paola Rodríguez Pineda "La Hermana"
- Luis Fernando Peña como Mario Fernández "El Gato"
- Sebastián Rulli como Juan Esteban San Pedro "El Psicólogo"
- Alexa Damián como Ana María Londoño "La Teacher"
- Arap Bethke como Antonio "Chacho" Mendoza Cuervo
- Tony Dalton como Dagoberto "Dago" García "El violador"
- Julio Camejo como Douglas Cifuentes
- Fabián Robles como Giovanni Ferrer Escudero
- Miguel Rodarte como Leonardo "Leo" Nava
- Francesca Guillén as Samsara / Paloma
- Rafael Inclán como Don Ezequiel Cuervo Domínguez "El Director"
- Beatriz Moreno como Blanca Inés "Blanquita" Beteta "La Secretaria"

### Recorrente
- Maria Fernanda Garcia como Marlen Rivera
- Felipe Nájera como Dionisio Nino Infante
- Jose Elias Moreno como Manuel del Moral
- Lucero Lander como Dora del Moral
- David Galindo como José Manuel del Moral
- Aracely Mali como Clara Betancourt
- Armando Hernández como Cipriano Goytisolo "El Alebrije"
- Manuel Landeta como Gonzalo Acero
- Imanol Landeta como Alejandro "Alex" Acero Pineda "El Ñiño"
- Luis Fernando Ceballos como Valentino
- Karen Juantorena como Vanessa
- Alan Gutiérrez como Pablo
- Felipe Sánchez como Chuli Nava
- Gabriela Platas como Elisa Camargos
- Liuba de Lasse como Cindy "La DJ"
- Rosangela Balbo como Bertha Ponce
- Eleazar Gómez como Brian Rios
- Wendy González como Blanca Uribe Soto
- José Luis Reséndez como Teacher Gilberto Bernal
- Juan Carlos Colombo como Don Jorge Riquelme
- Alejandra Jurado como Matilde Rodríguez
- Susan Vohn como Silvia
- Giovan D'Angelo como Federico "Fede" Barbera
- Catherine Papile como Andrea
- Conrado Osorio como Edgar
- Carolina Rincón como Susy
- Karla Luengas como Pilar "Pili" Reyna
- Roberto Assad como Dylan "El DJ"
- Bobby Larios como César
- Yessica Salazar como Brenda
- Lourdes Canale como Doña Guillermina "Guille" Muñoz
- Héctor Gómez como Dr. Narváez
- Juan Peláez como Octavio Valenzuela
- Alma Cero como Bianca
- Queta Lavat como Cuquita
- Jose Luis Cordero "Pocholo" como Sr Lucena "Papa de Fercho"
- Dolores Salomon "Bodokito" como Barbara de Lucena
- Adriana Laffan como Teresa Salcedo
- Agustín Arana como Ramiro
- Adriana Barraza como Mabel
- Arturo García Tenorio como Rodolfo
- Alicia Farh como Dolores
- René Casados como Manolo
- Aitor Iturrioz como Max Brouer
- Jorge de Silva como Luigi Ferrer
- Polly como Emiliana Askenazy
- Gabriela Bermúdez como Miriam
- Xóchitl Vigil como Consuelo
- Payín Cejudo como Olga Limonqui
- Paola Flores como Doña Cleotilde
- Aída Diaz como Mercedes
- Esther Diez como Cecilia
- Adrian Mass como Marco
- Pablo Poumian como Rosendo
- Ariadne Pellicer como Esther Peñaloza
- Juan Antonio Edwards como Jerónimo
- Francisco Avendaño como Don Humberto
- Marieth Rodríguez como Valeria Villasana
- Gabriela Cano como Aurora
- Verónica Ibrra como Angelica
- Samantha López como Alejandra Barbosa
- Raquel Morell como Yolanda Bojórquez
- Humberto Dupeyrón como Rubén
- Julio Vega como Dr. Huerta
- Eduardo de la Peña como Gumaro
- Juan Carlos Nava como Pedro Salcedo
- Benjamín Islas como Raul Jimenez
- Andres Montiel como Eleazar Espinoza
- Alberto Salaberri como Erick
- Miguel Priego como Jorge Jiménez
- Miguel Loyo como Mauricio Pereira
- Alejandro Ciangherotti como Lic. Israel Antunez
- Alizair Gómez como Mario Sanpedro
- Azul Guaita como Juanita
- Claudio Rojo como Pablo Benedetti
- Dobrina Cristeva como Natalia
- Jacqueline Voltaire como Teacher Fabianne
- Liza Willert como Catalina Rodriguez
- Mariagna Prats como Silvia
- Marisol del Olmo como Eugenia Moretti
- Martha Julia como Angela
- Rosángela Balbó como Bertha
- Roxana Saucedo como Mariana
- Thelma Dorantes como Carmela
- Yatana as Gina como Franco

## Audiência

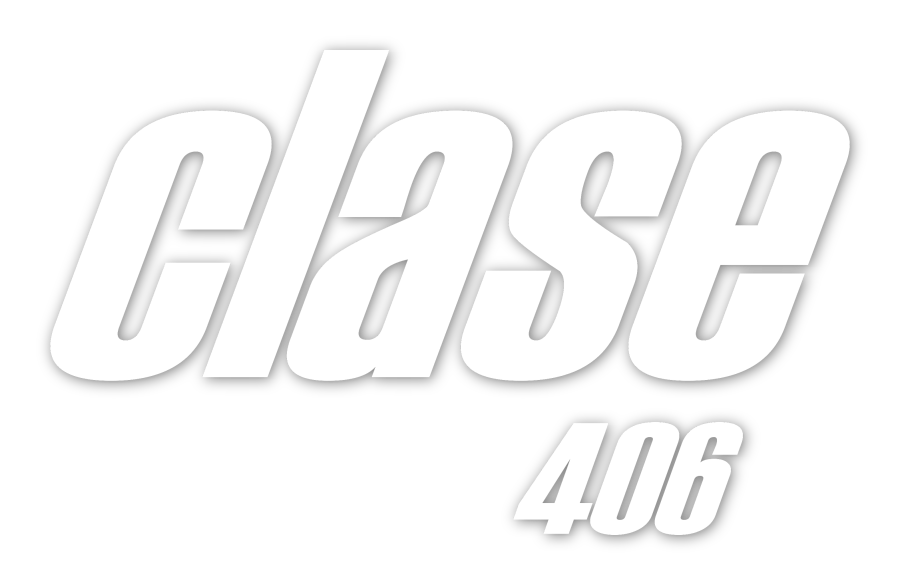
Logotipo da telenovela.

Em sua exibição original obteve média geral de 20 pontos. 

## Trilha sonora
O primeiro álbum, Clase 406, teve em sua maioria canções tocadas na telenovela, já o segundo álbum, Clase 406: El Seguiente Paso, só teve canções gravadas pelo grupo formado pelo atores que faziam a novela e que fizeram alguns shows no México. Os integrantes do grupo eram: Aarón Díaz, Alfonso Herrera, Christian Chávez, Dulce María, Francisco Rubio, Grettell Valdéz e Sherlyn.

### Clase 406(2002)
| Clase 406 |                                          |                                                                      |         |  |
| N.º       | Título                                   | Intérprete(s)                                                        | Duração |  |
| 1.        | "Me urge"                                | Christian Chávez Aarón Diaz Francisco Rubio                          | 0:32    |  |
| 2.        | "Clase 406"                              | Caos                                                                 | 3:12    |  |
| 3.        | "Dónde Irán"                             | La Quinta Estación                                                   | 3:19    |  |
| 4.        | "Yo soy así"                             | Ritmo Llamador                                                       | 3:49    |  |
| 5.        | "¿Y tu ya?"                              | Diaz Chávez Rubio Grettell Valdéz                                    | 0:34    |  |
| 6.        | "Prohibida"                              | Raúl                                                                 | 3:59    |  |
| 7.        | "It's Ok"                                | Rogelio Martínez                                                     | 3:09    |  |
| 8.        | "Soun tha mi primer amor"                | Kinky                                                                | 3:10    |  |
| 9.        | "Luna lunera"                            | Estopa                                                               | 3:49    |  |
| 10.       | "¿Te vas a casar?"                       | Valdéz Chávez Rubio Diaz                                             | 0:47    |  |
| 11.       | "En el 2000"                             | Natalia Lafourcade                                                   | 3:35    |  |
| 12.       | "La jarra"                               | Chávez Diaz Rubio                                                    | 0:20    |  |
| 13.       | "La cerveza y el dolor"                  | Los Estrambóticos                                                    | 3:01    |  |
| 14.       | "Niña"                                   | Nicho Hinojosa                                                       | 3:45    |  |
| 15.       | "Si tú no estás"                         | Lik                                                                  | 3:54    |  |
| 16.       | "Agua y sal"                             | Rosario                                                              | 3:37    |  |
| 17.       | "Mori"                                   | Tranza                                                               | 3:37    |  |
| 18.       | "El karma"                               | Chávez Diaz Alfonso Herrera Rubio Valdéz Karla Cossio Pedro Damián   | 1:31    |  |
| 19.       | "Karma escolar"                          | Chávez Diaz Rubio Hugo Magallanes Herrera Dulce María Sherlyn Valdéz | 3:16    |  |
| 20.       | "Enamorada"                              | María                                                                | 3:10    |  |
| 21.       | "Bailá"                                  | Sherlyn Diaz                                                         | 3:09    |  |
| 22.       | "Una Historia de Amor (versión clásica)" | Atómica                                                              | 3:46    |  |
| 23.       | "Y todo para qué"                        | Intocable                                                            | 2:09    |  |

### Clase 406 - El Siguiente Paso...!(2003)
- Todas as canções foram produzidas por Max Di Carlo e Carlos Lara.[3]

| Clase 406 - El Siguiente Paso...! |                                 |                                                             |         |  |
| N.º                               | Título                          | Intérprete(s)                                               | Duração |  |
| 1.                                | "De Donde Viernes A Donde Vas?" | Aarón Diaz Christian Chávez Alfonso Herrera Francisco Rubio | 2:35    |  |
| 2.                                | "Esta Noche"                    | Chávez                                                      | 3:21    |  |
| 3.                                | "Corazón de Angél"              | Diaz Chávez Herrera Rubio                                   | 3:17    |  |
| 4.                                | "Vete"                          | Dulce María                                                 | 3:21    |  |
| 5.                                | "Por Ti"                        | Diaz Chávez Herrera Rubio                                   | 3:21    |  |
| 6.                                | "Dos Enamorados"                | Chávez María                                                | 3:59    |  |
| 7.                                | "Sha la la"                     | Diaz Chávez Herrera María Rubio Sherlyn Grettell Valdéz     | 3:24    |  |
| 8.                                | "Grita"                         | Diaz Chávez Herrera María Rubio Sherlyn Valdéz              | 3:26    |  |
| 9.                                | "Pelame"                        | Sherlyn                                                     | 3:49    |  |
| 10.                               | "Solo un Poquito"               | Rubio Sherlyn                                               | 3:24    |  |
| 11.                               | "Jamás"                         | Diaz                                                        | 3:22    |  |
| 12.                               | "Mírame a los ojos"             | Valdéz Diaz María Sherlyn                                   | 3:24    |  |

## Prêmios e Indicações

### Prêmio TVyNovelas 2003
| Categoría                  | Persona                      | Resultado |
| -------------------------- | ---------------------------- | --------- |
| Melhor telenovela          | Pedro Damián                 | Indicado  |
| Melhor ator coadjuvante    | Rafael Inclán                | Venceu    |
| Melhor revelação femenina  | Sherlyn                      | Indicada  |
| Melhor revelação masculina | Christian Chávez             | Venceu    |
| Melhor direção de cena     | Luis Pardo Juan Carlos Muñoz | Indicados |